# Fear X
Fear X è un film del 2003 diretto da Nicolas Winding Refn.
Terzo film per il regista danese, il primo girato in lingua inglese, con protagonista John Turturro.

## Trama
Harry  è il guardiano in un centro commerciale, che passa le sue giornate a guardare ossessivamente le registrazioni delle telecamere a circuito chiuso, spinto da visioni misteriose in cerca dell'assassino di sua moglie, la quale è stata uccisa con un colpo di pistola nel parcheggio del supermercato  assieme ad un poliziotto corrotto.  Nella prima visione vede sua moglie entrare nella casa abbandonata di fronte alla sua  e si intrufola per trovare un indizio significativo: un rullino che include le fotografie di una donna (Unger) in un ristorante a bordo strada del Montana. Harry la rintraccia, a questo punto la scena  si sposta sul marito, il poliziotto (Remar), sul punto di ricevere una medaglia per il suo servizio, in realtà è l'assassino,(fa parte di una società segreta che uccide i poliziotti corrotti) pieno di sensi di colpa per aver accidentalmente ucciso la moglie di Harry. Il suo compito era quello di uccidere solamente  il poliziotto corrotto. I suoi capi lo obbligano ad uccidere Harry.
Remar incontra Harry nel suo albergo, gli spara all’addome dopo essere stato scoperto,   ma Harry  riesce a scappare dentro l'ascensore, in quanto Remar si impietosisce per via delle suppliche che gli vengono rivolte, e Harry ha un'ultima visione in cui tutto diventa rosso in mezzo  a un luccicante mare di sangue.  A questo punto si risveglia all'ospedale, inizialmente lo accusano di omicidio ma poi lo lasciano andare perché non è stato trovato nessun corpo. Harry completamente stranito e incapace di ricordare quello che è veramente successo lascia la città per tornare a casa.

## Produzione
Con questo film il regista inizia la collaborazione con il direttore della fotografia Larry Smith, che continuerà con Miss Marple, Bronson e Solo Dio perdona.

## Incassi
Costato 6,7 milioni di dollari, il film si è rivelato un grande flop in tutto il mondo recuperando solo una piccola parte del costo del film e pareggiando i guadagni con le vendite dei DVD.

## Riconoscimenti
- Fantasporto
  - Miglior sceneggiatura originale (Nicolas Winding Refn, Hubert Selby Jr.)